# Billie Joe Armstrong
Billie Joe Armstrong (Oakland, Kalifornia, 1972. február 17. –) ötszörös Grammy-díjas amerikai énekes, gitáros, a Green Day punkrock zenekar frontembere.

## Gyermekkora
Billie Joe Armstrong egy munkáscsalád hatodik gyermekeként született 1972. február 17-én Rodeóban, Kalforniában. Édesapja, Andy jazz dobos és kamionsofőr volt, míg édesanyja, Ollie pincérnőként dolgozott egy Rod’s Hickory Pit nevű vendéglőben. Énekelni 5 évesen kezdett, amikor is bejárt a közeli kórházba énekelni a betegeknek, hogy azok jobban érezzék magukat. Ebben az évben a Fiat Records felvett vele egy számot Look For Love címmel, amit ő írt. Az első elektromos gitárját, egy kék Fernades Stratocastert 10 éves korában kapta édesanyjától, aki a borravalójából spórolta össze rá a pénzt. A gitárt „Blue”-nak nevezte el. Billie Joe még mindig használja ezt a gitárt és több másolata is van róla amit a Fender Custom Shop készített neki. Mikor Billie 10 éves volt, édesapja nyelőcsőrákban elhunyt. Még ebben az évben Billie Joe találkozott Mike Dirnttel az iskolájuk menzáján. Két évvel édesapja halála után édesanyja hozzáment egy másik férfihoz, akit ő és testvérei ki nem állhattak. Kamaszként metált hallgatott, de miután hallotta a Sex Pistols Holidays in the Sun című számát elragadta a punk. Először a John Swett majd a Pinole Valley középiskolába járt ahonnan 1990. február 6-án kilépett zenei karrierje érdekében. Középiskolás évei alatt kapta a "Two Dollar Bill" becenevet, mivel 2 dollárért árult füves cigit.

## Green Day és Sweet Children
1987-ben Billie Joe megalapította első zenekarát, a Sweet Childrent, gyerekkori jó barátjával Mike Dirnttel. 1989-ben Al Sobrante dobos is csatlakozott a bandához és átkeresztelték magukat Green Day-re, a marihuána szeretete miatt. Még ebben az évben felvették első lemezüket, az 1,039/Smoothed Out Slappy Hourst a Lookout! Records-nál. Sobrante elhagyta a zenekart az egyetem miatt, és mivel ezt nem tudatta Billie Joe-val, ő Al tudta nélkül helyettesítette őt egy másik dobossal, Tré Cool-lal, aki már szerepelt második albumukon, a Kerplunk!-on. Következő albumukkal, a Dookie-val (1994) világhírnévre tettek szert, és az egyik legmeghatározóbb punk-rock zenekarrá nőtték ki magukat az évek során.

## Egyéb zenekarok
Billie Joe játszik még a Pinhead Gunpowderben és a The Networkben, illetve játszott a The Influentsben, a Corrupted Moralsben, a Rancidben, a the Lookoutsban, a Goodbye Harryben, a Blatzben és a The Armstrongsban is.

## Gitárok
"Blue" nevű gitárját a Green Day korai idejében használta. A gitár szintén feltűnik több videóklipben, például a Longviewban, a Hitchin' a Rideban és a Minorityben. Billie Joe a Blue-másolatokat koncerteken használja.
Manapság főleg Fender és Gibson gitárokat használ. A Fender gyűjteményében van: Stratocaster, Jazzmaster, Telecaster, ezeken kívül használ Gretsch gitárokat és a Fernandes "Blue"-t. A kedvenc gitárja egy 1956 Gibson Les Paul Junior amit "Floyd"-nak hív. Ezt a gitárt 2000-ben vette a Warning című CD-jük felvétele előtt.
Billie Joenak van saját Gibson Les Paul Junior ága.

## Magánélet
1990-ben Minneapolisban találkozott először későbbi feleségével Adrienne Nesserrel. 1994. július 2-án házasodtak össze egy 5 perces ceremónián. Az esküvő után Adrienne észrevette, hogy terhes. Fiuk, Joseph Marciano Armstrong 1995 februárjában született. Három évvel később, 1998. szeptember 12-én született második fiuk, Jakob Danger Armstrong.
Armstrong 1995-ben a The Advocate c. LMBT-témájú magazinnak adott interjújában azt is elárulta magáról, hogy biszexuálisnak vallja magát. Nézete szerint mindenki biszexuálisként születik, de a szülői nevelés és a társadalom teszi tabuvá sok ember számára a dolgot. Elmondása szerint még nem volt kapcsolatban férfival, ámbár koncerten már csókolt férfit.

## Apróságok
- 2003-ban letartóztatták ittas vezetésért. Véralkohol-szintje több mint duplája volt a megengedettnek.
- Ő adta a hangját Charlie Mansonnak a Live Freaky! Die Freaky! című filmben amiben a "Mechanical Man" című dalt is énekelte.
- Pánikrohamai vannak.
- 170 cm magas.
- Megszerezhető karakter a Tony Hawk's American Wasteland nevű játékban.

A Green Day Insomniac című album címe onnan jött, hogy első gyermeke megszületése után alig aludt éjszakánként.
- 2001-ben fegyverrel rabolták ki.
- A "Church on Sunday"-t feleségéhez írta és a 2000-ben megjelent Warningon található.
- Közeli barátja Matthew Fox, Adam Levine, Gerard Way és Jason Mewes.
- Tulajdonosa és alapítója a Adeline Records kiadónak.
- 2010-ben mutatták be az 'American Idiot' musicalt, ahol 50 alkalommal játszotta St. Jimmyt.
Szereplései:
- Ordinary World (2016) – Perry
Esős vasárnap / Like Sunday, Like Rain (2014) – Dennis
-40 és annyi / This Is 40 (2012) – önmaga
Jackie nővér / Nurse Jackie (adásban: 2013. november 30.)(4. évad 1. rész) – Jackie partnere
-Texas királyai – Face hangja (2. évad 7. rész) (adásban: 2009. március 30.)
Live Freaky! Die Freaky! (2006) – Charlie Manson hangja
A hetedik érzék / Haunted – Ghostly Betting Man (1. évad 8. rész,)

## Diszkográfia

### Green Day
- No Fun Mondays (2020) – ének, gitár
- Dreaming – Single (2020) – ének, gitár
- Father of All Motherfuckers (2020) – ének, gitár
- Revolution Radio (2016) – ének, gitár
- ¡Cuatro! (2013) – ének, gitár
- ¡Tré! (2012) – ének, gitár, zongora
- ¡Dos! (2012) – ének, gitár
- ¡Uno! (2012) – ének, gitár
- Awesome as F**k (2011) – ének, gitár
- 21st Century Breakdown (2009) – ének, gitár, zongora
- Bullet In A Bible (2005) – ének, gitár
- American Idiot (2004) – ének, gitár, harmonika
- Shenanigans (2002) – ének, gitár
- Warning (2000) – ének, gitár, mandolin
- Nimrod (1998) – ének, gitár, harmonika
- Insomniac (1995) – ének, gitár
- Dookie (1994) – ének, gitár , dob (All by Myself) (Hidden Track)
- Kerplunk (1992) – ének, gitár, dob (Dominated Love Slave)
- 1039/Smoothed Out Slappy Hours (1990) – ének, gitár

### Pinhead Gunpowder
- Compulsive Disclosure (2003)- vokál, gitár
- 8 Chords, 328 Words EP (2000)- vokál, gitár
- Shoot The Moon EP (1999)- vokál, gitár
- Goodbye Ellston Avenue (1997)- vokál, gitár
- Carry The Banner (1995)- vokál, gitár
- Jump Salty (1995)- vokál, gitár
- Fahiza EP (1992)- vokál, gitár

### The Network
Money Money 2020 (2003)- ének, gitár
Money Money 2020 Pt. II: We Told Ya So! (2020) – ének, gitár
Trans Am EP (2020) – ének gitár

### Foxboro Hot Tubs
Stop Drop And Roll!!! (2007) – ének, gitár

### The Longshot
Love is for Losers (2018) – ének, gitár